# 이소자키 게이타
이소자키 게이타(일본어: 磯崎 敬太, 1980년 11월 17일 ~ )는 일본의 전 축구 선수이다.

## 구단 경력
과거 쇼난 벨마레, 미토 홀리호크, 베갈타 센다이, 사간 도스에서 활동하였다.